# Medicina da Grécia Antiga

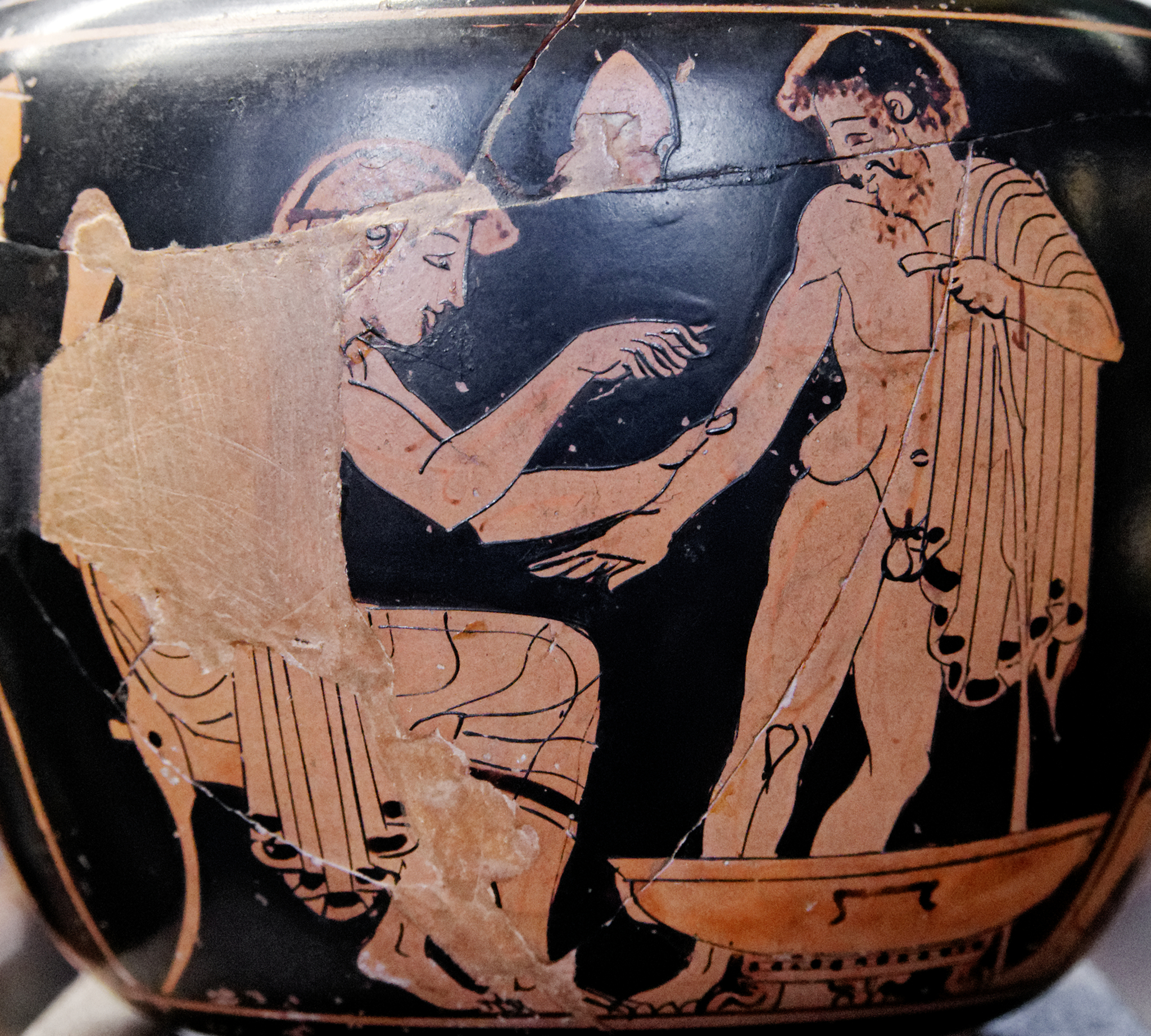
Médico tratando um paciente. Aríbalo com figuras vermelhas, ca. 480-

A medicina da Grécia Antiga antiga era uma compilação de teorias e práticas que se expandiam constantemente através de novas ideologias e provações. Muitos componentes foram considerados na medicina grega antiga, entrelaçando o espiritual com o físico. Especificamente, os antigos gregos acreditavam que a saúde era afetada pelos humores, localização geográfica, classe social, dieta, trauma, crenças e mentalidade. Acreditavam que as doenças eram "punições divinas" e que a cura era um "presente dos deuses". Enquanto os ensaios continuavam, onde as teorias eram testadas contra os sintomas e resultados, as crenças espirituais puras sobre "punições" e "presentes" eram substituídas por uma fundação baseada na causa física, ou seja, causa e efeito.